# Beckerův névus
Beckerův névus (také známý jako naevus spilus tardus) je epidermální névus ovlivňující především mužské pohlaví. Tvoří se nejčastěji v oblasti horních končetin či horních částí trupu. Dosahuje velikosti dlaně či ještě větší. Névus může být přítomen již od narození, vzniká především v období dospívání. Névus obecně zpočátku vypadá jako nepravidelná pigmentace (melanom či hyperpigmentace), postupně začne nabývat na velikosti a na ochlupení. Névus vzniká kvůli přerostu pokožky, pigmentových buněk a vlasových folikulů.

## Klinické informace
Lékařské znalosti a dokumentace této poruchy jsou nedostatečné, pravděpodobně kvůli kombinaci několika faktorů, mezi něž patří pozdní objev, nízká prevalence a víceméně estetická povaha účinků této kožní poruchy. Proto zůstává patofyziologie Beckerova névu nejasná. Ačkoli je obecně považován spíše za získanou než vrozenou poruchu, existuje přinejmenším jedna práce, která dokládá i vrozený dědičný Beckerův névus.

## Léčba
Beckerův névus je považován za neškodný, léčba proto obecně není nutná (kromě kosmetických důvodů). Holení může být efektivní v zbavování se nepotřebných chlupů, déletrvající řešení může nabídnout rovněž laserové odstranění chlupů. Různé typy laserových ošetření mohou být také účinné při odstraňování nebo redukci hyperpigmentace, ačkoli výsledky laserových ošetření pro redukci chlupů i pigmentu mohou být velmi rozdílné.